# Kněžický klen
Kněžický klen je památný strom v Kněžicích, části Petrovic u Sušice, roste u Kněžického zámku, vlevo od cesty do Strunkova. Javor klen (Acer pseudoplatanus L.) roste v nadmořské výšce 598 m, kmen má obvod 560 cm, výška koruny 34 m, stáří asi 240 let (měřeno 2009). Strom má boulovitý kmen, rozvětvený z jednoho místa, část větví je ořezána, řez v roce 2009. Javor je chráněn od 26. května 1992 jako esteticky zajímavý strom, významný habitus, významný stářím i vzrůstem.

## Památné stromy v okolí
- Chamutická lípa
- Kojšická lípa
- Lípa pod penzionem v Jiřičné
- Lípa pod statkem v Chamuticích
- Tichých lípa
- Trsická lípa
- Vlastějovská lípa
- Volšovská lípa

## Galerie

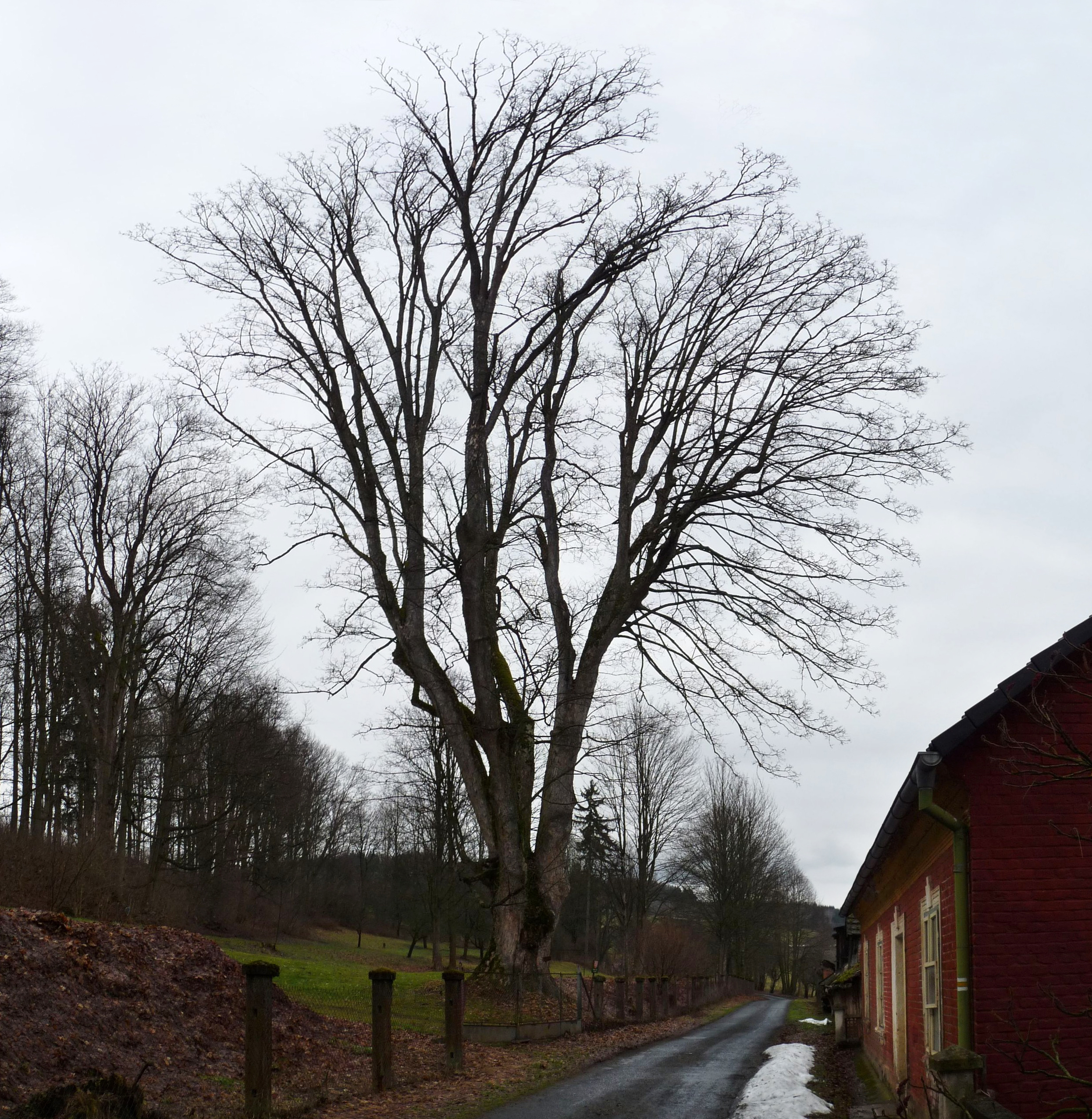
Javor u zámku
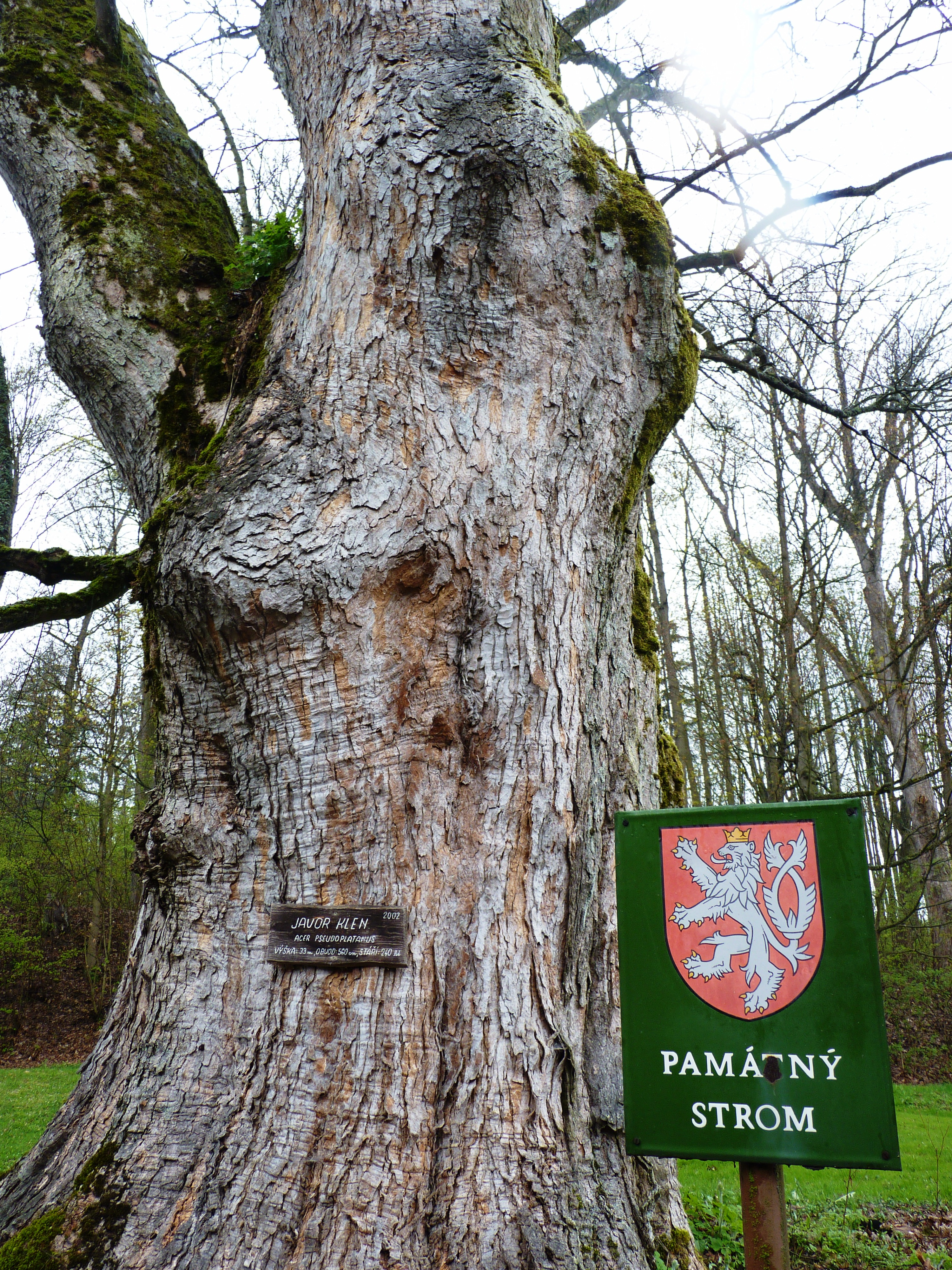
Kmen javoru